# Tarcísio Filho
Tarcísio Pereira de Magalhães Filho (São Paulo, 22 de agosto de 1964), conhecido apenas como Tarcísio Filho, é um ator brasileiro.

## Biografia
Nascido na capital paulistana em 22 de agosto de 1964, Tarcisinho, como foi apelidado pela mídia, é filho único dos também atores Glória Menezes e Tarcísio Meira. O artista tem dois meios-irmãos por parte de mãe, que não seguiram carreira artística.

## Carreira
Ainda criança, aos oito anos de idade, fez uma pequena participação como D. Pedro I na infância em Independência ou Morte, filme de Carlos Coimbra protagonizado por seus pais. Na televisão, participou de diversas áreas de produção, como iluminação e fotografia, antes de engatar na atuação; seu primeiro papel se deu na novela Coração Alado, onde interpretou Carlinhos, um pretendente de Aldeneide (Simone Carvalho).
Após integrar o elenco da novela da Rede Manchete Antônio Maria, onde interpretou o contador Gustavo,fez, na mesma emissora, uma participação na novela Dona Beija, antes de retornar à Rede Globo como o abolicionista Mário, um dos pares românticos de Juliana (Luciana Braga) na primeira versão de Sinhá Moça, seu primeiro trabalho com Benedito Ruy Barbosa. Na mesma emissora, ganhou destaque ao interpretar Teddy, um dos filhos da milionária Rafaela Alvaray (Marília Pêra) em Brega & Chique. Participou também da sucessora desta, Sassaricando, como Carlos Eduardo, um dos namorados de Fedora (Cristina Pereira).Na mesma emissora, integrou ainda os elencos de Bebê a Bordo e O Salvador da Pátria, antes de retornar à Manchete em Kananga do Japão.
Ainda na Manchete, ganhou destaque ao retomar a parceria com Benedito Ruy Barbosa em Pantanal, onde interpretou Marcelo, um dos filhos de Tenório (Antônio Petrin) com Zuleika (Rosamaria Murtinho). Integrou ainda os elencos das minisséries Floradas na Serra e O Fantasma da Ópera antes de retornar à Globo na telenovela Renascer, onde deu vida ao advogado bon vivant José Bento, um dos quatro filhos do amargurado fazendeiro de cacau José Inocêncio (Antônio Fagundes), mais uma vez repetindo a parceria com Ruy Barbosa. Após Renascer, migrou para o SBT, onde integrou o elenco de Éramos Seis como Alfredo, o filho rebelede de Júlio (Othon Bastos) e Lola (Irene Ravache).Na sequência, na mesma emissora, viveu Lúcio em Sangue do Meu Sangue e Martino, um dos protagonistas de Os Ossos do Barão.
Na Rede Bandeirantes, fez uma participação na telenovela Serras Azuis antes de retornar para o SBT com participações no programa Teleteatro. Após, iniciou um longo período na Rede Globo, começando por uma novela de Aguinaldo Silva, Suave Veneno, onde intepretou Augusto. Em seguida, fez participações nas novelas Terra Nostra, Estrela-Guia e Um Anjo Caiu do Céu. Em 2003, interpretou General Neto, segundo maior líder da Revolução Farroupilha, na minissérie A Casa das Sete Mulheres; no mesmo ano, interpretou o golpista Sebastian von Burgo, sobrinho de Conde Klaus (Cláudio Corrêa e Castro) que se envolve com a protagonista Aninha (Mariana Ximenes) em Chocolate com Pimenta. No ano seguinte, fez uma participação em Senhora do Destino como José Carlos Tedesco (Tarcísio Meira) na juventude e integrou o elenco da novela das 19h Começar de Novo.

## Vida pessoal
De 1997 a 1999 manteve um relacionamento com a também atriz Ana Paula Arósio, com quem contracenou nas novelas Éramos Seis e Os Ossos do Barão.  De 2001 a 2009 foi casado com a cantora Luzia Dvorek, e desde 2010 está casado com a publicitária gaúcha Mocita Fagundes. Ambos moram juntos no Rio de Janeiro, mas se veem a cada quinze dias devido aos compromissos profissionais da esposa, que trabalha em Porto Alegre. Sem filhos biológicos, Tarcísio é padrasto dos três filhos de Mocita, fruto de dois casamentos anteriores dela.

## Filmografia

### Televisão
| Ano  | Título                             | Papel                                   | Notas                                                                  | Emissora          |
| ---- | ---------------------------------- | --------------------------------------- | ---------------------------------------------------------------------- | ----------------- |
| 1980 | Coração Alado                      | Carlinhos                               |                                                                        | Rede Globo        |
| 1984 | Caso Verdade                       | Arturo Riccardi                         |                                                                        | Rede Globo        |
| 1985 | Antônio Maria                      | Gustavo Bellini                         |                                                                        | Rede Manchete     |
| 1986 | Dona Beija                         | D. Pedro I                              | Episódio: "31 de março" Episódio: "3 de abril"                         | Rede Manchete     |
| 1986 | Sinhá Moça                         | Mário Mathias                           |                                                                        | Rede Globo        |
| 1987 | Brega & Chique                     | Teobaldo Alvaray (Teddy)                |                                                                        | Rede Globo        |
| 1988 | Sassaricando                       | Carlos Ronaldo                          |                                                                        | Rede Globo        |
| 1988 | Bebê a Bordo                       | Carlos Antônio (Caco)                   |                                                                        | Rede Globo        |
| 1989 | O Salvador da Pátria               | Otávio (Garotão)                        |                                                                        | Rede Globo        |
| 1989 | Kananga do Japão                   | Júlio                                   |                                                                        | Rede Manchete     |
| 1990 | Escrava Anastácia                  | Feitor Arcanjo Fluentes                 |                                                                        | Rede Manchete     |
| 1990 | Pantanal                           | Marcelo Nogueira                        |                                                                        | Rede Manchete     |
| 1991 | Floradas na Serra                  | Dr. Celso                               |                                                                        | Rede Manchete     |
| 1991 | O Fantasma da Ópera                | José Carlos Ribeiro                     |                                                                        | Rede Manchete     |
| 1992 | Você Decide                        | Dr. Miguel Santos                       | Episódio: "Coração na Mão"                                             | Rede Globo        |
| 1993 | Renascer                           | José Bento Inocêncio                    |                                                                        | Rede Globo        |
| 1994 | Éramos Seis                        | Alfredo Abílio de Lemos                 |                                                                        | SBT               |
| 1995 | Sangue do Meu Sangue               | Lúcio Rezende                           |                                                                        | SBT               |
| 1997 | Os Ossos do Barão                  | Martino Ghirotto                        |                                                                        | SBT               |
| 1998 | Serras Azuis                       | Barão de Serras Azuis (jovem)           |                                                                        | Rede Bandeirantes |
| 1998 | Teleteatro                         | Rafael / Vitor / Alberto / Dr. Fernando | Episódios: "O Sequestro" "A Encruzilhada" "Cartas Marcadas" "O Perdão" | SBT               |
| 1999 | Suave Veneno                       | Augusto Ivan                            |                                                                        | Rede Globo        |
| 2000 | Terra Nostra                       | Vígaro Gabriel                          |                                                                        | Rede Globo        |
| 2001 | Estrela-Guia                       | Mauro Lima                              |                                                                        | Rede Globo        |
| 2001 | Um Anjo Caiu do Céu                | Capitão Rodrigo Medeiros Ferreira       |                                                                        | Rede Globo        |
| 2003 | A Casa das Sete Mulheres           | General Neto                            |                                                                        | Rede Globo        |
| 2003 | Retrato Falado                     | Gianni Gasparinetti                     | Episódio: "O Primeiro Beijo da TV"                                     | Rede Globo        |
| 2003 | Chocolate com Pimenta              | Sebastian Von Burgo                     |                                                                        | Rede Globo        |
| 2004 | Senhora do Destino                 | José Carlos Tedesco (jovem)             | Episódios: "28–30 de junho"                                            | Rede Globo        |
| 2004 | Começar de Novo                    | Estevão Cidreira                        |                                                                        | Rede Globo        |
| 2005 | Linha Direta                       | Joseph Mengele                          | Episódio: "Caso Mengele"                                               | Rede Globo        |
| 2007 | Amazônia, de Galvez a Chico Mendes | Orlando Lopes                           |                                                                        | Rede Globo        |
| 2007 | Carga Pesada                       | Jonas                                   | Episódio: "Marcas Profundas"                                           | Rede Globo        |
| 2008 | Queridos Amigos                    | Rui                                     |                                                                        | Rede Globo        |
| 2008 | Dicas de um Sedutor                | Frederico Guilherme Gouvêa              | Episódio: "Golpe do Baú"                                               | Rede Globo        |
| 2008 | Casos e Acasos                     | Marcondes                               | Episódio: "O Trote, o Filho e o Fora"                                  | Rede Globo        |
| 2008 | Casos e Acasos                     | Marcos                                  | Episódio: "O Colchão, a Mala e a Balada"                               | Rede Globo        |
| 2008 | Casos e Acasos                     | Wagner                                  | Episódio: "A Aliança, a Queixa e a Revista"                            | Rede Globo        |
| 2009 | Malhação ID                        | Paulo Roberto Oliveira                  |                                                                        | Rede Globo        |
| 2011 | Morde & Assopra                    | Delegado Pimentel                       |                                                                        | Rede Globo        |
| 2013 | Sangue Bom                         | Nelson                                  |                                                                        | Rede Globo        |
| 2014 | Doce de Mãe                        | Alberto                                 | Episódio: "Bullying"                                                   | Rede Globo        |
| 2014 | Eu Que Amo Tanto                   | Miguel                                  | Episódio: "Sandra"                                                     | Rede Globo        |
| 2015 | Verdades Secretas                  | Rogério Gomes                           |                                                                        | Rede Globo        |
| 2016 | Êta Mundo Bom!                     | Severo Lima                             |                                                                        | Rede Globo        |
| 2017 | Segredos de Justiça                | Amigo de Andréa                         | Episódio: "Quem Cuida Dele?"                                           | Rede Globo        |
| 2018 | Deus Salve o Rei                   | Demétrio                                | Episódios: "9 de janeiro–5 de março"                                   | Rede Globo        |
| 2019 | Verão 90                           | Alexander Hall, Duque de Kiev           | Episódios: "19–20 de março"                                            | Rede Globo        |
| 2021 | Passaporte para Liberdade          | Cônsul Souza Ribeiro                    |                                                                        | Rede Globo        |
| 2023 | Novela                             | Walter                                  |                                                                        | Prime Video       |
| 2025 | Tributo                            | Ele mesmo                               | Episódio: "Glória Menezes"                                             | Rede Globo        |

### Cinema
| Ano  | Título                       | Papel              |
| ---- | ---------------------------- | ------------------ |
| 1972 | Independência ou Morte       | D. Pedro I (jovem) |
| 1990 | Boca de Ouro                 |                    |
| 1996 | Contos de Lygia e Morte      |                    |
| 2003 | Por Um Fio                   | Nando              |
| 2004 | O Rolex de Ouro              |                    |
| 2005 | Sequestro Relâmpago          |                    |
| 2005 | Me Apaixonei                 |                    |
| 2005 | Cerro do Jarau               | Bento              |
| 2006 | No Meio da Rua               | Otávio             |
| 2008 | Alucinados                   | Ronaldo            |
| 2008 | Netto e o Domador de Cavalos | Índio Torres       |